# Scopula monosema
Scopula monosema là một loài bướm đêm trong họ Geometridae.